# Lobelia vivaldii
Lobelia vivaldii är en klockväxtart som beskrevs av Thomas G. Lammers och George Richardson Proctor. Lobelia vivaldii ingår i släktet lobelior, och familjen klockväxter. Inga underarter finns listade i Catalogue of Life.